# روبرت دان (لاعب كرة قدم)
روبرت دان (بالإنجليزية: Robert Dunn)‏ هو مدرب كرة قدم ولاعب كرة قدم بريطاني في مركز الوسط، ولد في 28 يونيو 1979 في غلاسكو في المملكة المتحدة. لعب مع نادي سانت ميرين.

## وصلات خارجية
- روبرت دان (لاعب كرة قدم) على موقع Soccerbase.com (لاعب) (الإنجليزية)